# Bogislaw von Klitzing

Bogislav von Klitzing etwa 1904 in Gorgast

Ernst Bogislaw von Klitzing, auch Bogislav von Klitzing (* 1. August 1861 in Dziembowo, Kreis Kolmar i. Posen; † 18. August 1942 ebenda), war preußischer Rittergutsbesitzer, Landrat und Generallandschaftsdirektor in der Provinz Posen.

## Familie
Bogislaw von Klitzing entstammte dem alten mittelmärkischen Adelsgeschlecht Klitzing, das im Jahr 1265 urkundlich erstmals erwähnt ist, und war der Sohn des Gutsbesitzers von Dziembowo und Reichstagsabgeordneten Leberecht von Klitzing (1822–1899) und dessen zweiter Ehefrau Gertrud von Rundstedt (1829–1906).
Er war der Großvater des Physik-Nobelpreisträgers Klaus von Klitzing (* 1943).
Bogislaw heiratete am 26. September 1893 auf Gut Gorgast Regine von Rosenstiel (1866–1943), die Tochter des Gustav von Rosenstiel (1824–1888), Domänenpächter auf Gorgast und Deichhauptmann des Oderbruchs, und der Clara Wahnschaffe. Aus der Ehe gingen folgende Kinder hervor:
- Friedrich (* 19. Juni 1895; für tot erklärt 31. Dezember 1945), vermisst, ⚭ 1923 Käthe Bartenstein (* 30. August 1900)
- Marie-Agnes (* 31. März 1897; † 7. Januar 1958)
- Ehrengard (* 28. September 1900)

⚭ 1931 Max Jouanne (* 2. Februar 1891; 26. April 1945), gefallen, Gutsbesitzer auf Klenka (Kreis Jarotschin)
⚭ 1948 Franz Bachmann (* 25. März 1896), Fabrikant
- Gerda (* 6. November 1902)
- Bogislaw (Olaf) (* 4. November 1907) ⚭ 1935 Anny Ulbrich (* 21. Dezember 1913)

## Leben
Klitzing studierte in Heidelberg und wurde dort 1880 beim Corps Saxo-Borussia aktiv. Er war Gutsherr auf Dziembowo. Er war von 1891 bis 1908 königlich preußischer Landrat des Kreises Obornik sowie ab 1908 Generallandschaftsdirektor. Er war außerdem Rechtsritter des Johanniterordens und Mitglied des Preußischen Herrenhauses. Von 1920 bis 1936 war Klitzing Präses der Landessynode der Unierten Evangelischen Kirche in Polen. Er besaß die Posen’schen Rittergüter Dziembowo und Bischke.